# Julian Holzapfl

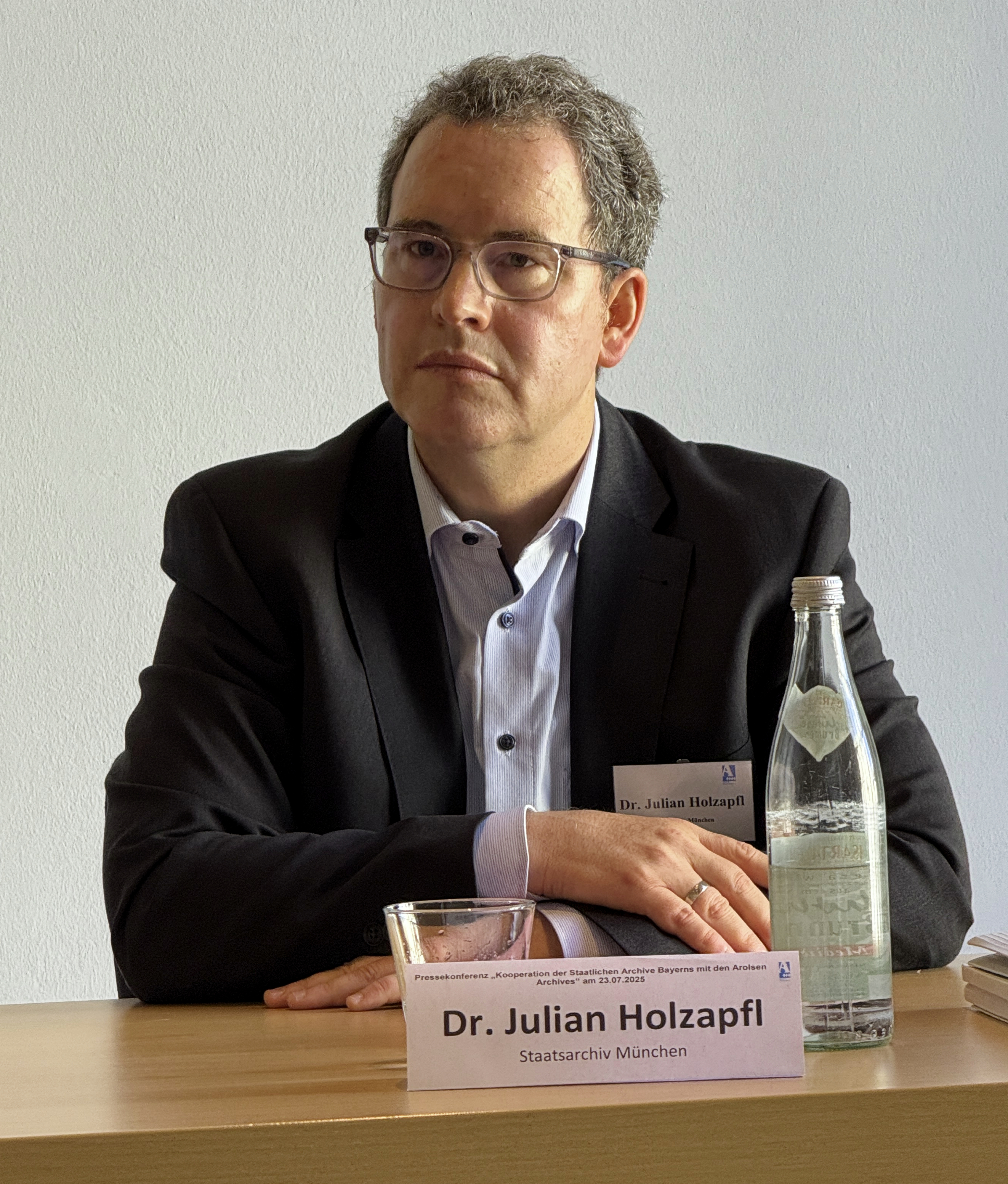
Julian Holzapfl (2025)

Julian Holzapfl (* 24. Mai 1976 in Villingen-Schwenningen) ist ein deutscher Historiker, Archivar und Autor. Seit dem 1. September 2023 leitet er das Staatsarchiv München.

## Herkunft und Ausbildung
Julian Holzapfl wuchs in Dauchingen im Schwarzwald-Baar-Kreis auf. Nach dem Abitur 1994 am Gymnasium am Deutenberg Villingen-Schwenningen studierte er Geschichte mit Schwerpunkt Historische Grundwissenschaften und Anglistik an der Universität Konstanz, der National University of Ireland in Galway und an der Ludwig-Maximilians-Universität München. 2006 wurde er mit der Arbeit „Kanzleikorrespondenz des späten Mittelalters in Bayern: Schriftlichkeit, Sprache und politische Rhetorik“ promoviert. Seine Dissertation erschien 2008 beim Verlag C. H. Beck.
In den Jahren 2006–2008 absolvierte Holzapfl die Referendariatszeit für den Höheren Archivdienst an der Bayerischen Archivschule. Von 2008 bis 2012 arbeitete er als Archivar beim Bayerischen Hauptstaatsarchiv und von 2012 bis 2018 an der Generaldirektion der Staatlichen Archive Bayerns. Seit 2018 ist er Archivar beim Staatsarchiv München, welches er seit 2023 als Archivdirektor, in der Nachfolge von Christoph Bachmann, leitet. Unter Leitung Holzapfls engagiert sich das Staatsarchiv München bei der Aufarbeitung und Vernetzung von problematischen Archivalien aus der NS-Zeit.
Julian Holzapfl nimmt als Dozent Lehraufträge für Historische Grundwissenschaften an der LMU München wahr. Dabei vermittelt er Wissen über seine Erfahrungen mit den von ihm betreuten Archivquellen an bayerischen Landratsämtern und Behörden in Oberbayern. Bis 2024 war er Dozent an der der Bayerischen Verwaltungsschule. Er war maßgeblich beteiligt an der schriftgeschichtlichen „Übungsplattform Digitale Schriftkunde“. Zudem engagiert er sich in der Archivwissenschaft und in der Vermittlung von Archivwissen in Vorträgen, Tagungen und in Schulen und anderen Bildungseinrichtungen.

## Publikationen
Holzapfls Forschungsschwerpunkte sind  historische Quellenkunde, Archivwissenschaft und der Umgang mit schriftlichem Kulturgut, was sich auch in seinen Publikationen widerspiegelt. Darüber hinaus zählt er zu den Autoren des von der Bayerischen Staatsbibliothek herausgegebenen Historischen Lexikons Bayerns.

### Veröffentlichungen (auszugsweise)
- Die bayerischen Landtafeln des 15. Jahrhunderts. Untersuchungen zur Entstehung und Entwicklung eines neuen Schriftguttypus. In: Archiv für Diplomatik. Nr. 48. Böhlau Verlag, 2003, ISBN 3-412-20006-9, S. 297–391.
- Fürstenkorrespondenz. In: Werner Paravicini (Hrsg.): Höfe und Residenzen im spätmittelalterlichen Reich. Hof und Schrift. Residenzenforschung 15 III. Jan Thorbecke Verlag, Ostfildern 2007, ISBN 978-3-7995-4522-8, S. 299–328.
- Kanzleikorrespondenz des späten Mittelalters in Bayern: Schriftlichkeit, Sprache und politische Rhetorik. In: Schriftenreihe zur Bayerischen Landesgeschichte. Nr. 159. Verlag C. H. Beck, München 2008, ISBN 978-3-406-10775-7 (Dissertation).
- Sentbrief über lannt - Konfliktkommunikation und der Beginn der politischen Korrespondenz in den bayerischen Herzogtümern (1407–1447). In: Peter Rückert / Nicole Bickhoff / Mark Mersiowsky (Hrsg.): Briefe aus dem Spätmittelalter. Herrschaftliche Korrespondenz im deutschen Südwesten. Kohlhammer Verlag, Stuttgart 2015, ISBN 978-3-17-026340-6, S. 174–188.
- Julian Holzapfl (Hrsg.): Lesesaal Internet. Erfahrungen, Ergebnisse und Wünsche auf dem Weg zu einer digitalen Forschungslandschaft archivischer Quellenbestände. München 2014 (Workshop im Rahmen der Reihe ICARUS@work und des EU-Projekts ENArC vom 11. März 2014 in München).
- Urkundenbeilagen - eine quellenkundliche Skizze. In: Archivalische Zeitschrift. Nr. 95, 2018, S. 249–260.